# Harbour Mille
Harbour Mille est une petite communauté canadienne située sur la péninsule de Burin de l'île de Terre-Neuve dans la province de Terre-Neuve-et-Labrador. Elle est située à l'extrémité de la route 212 au sud-ouest de Little Harbour East.

## Annexe